# Compasso d’Oro

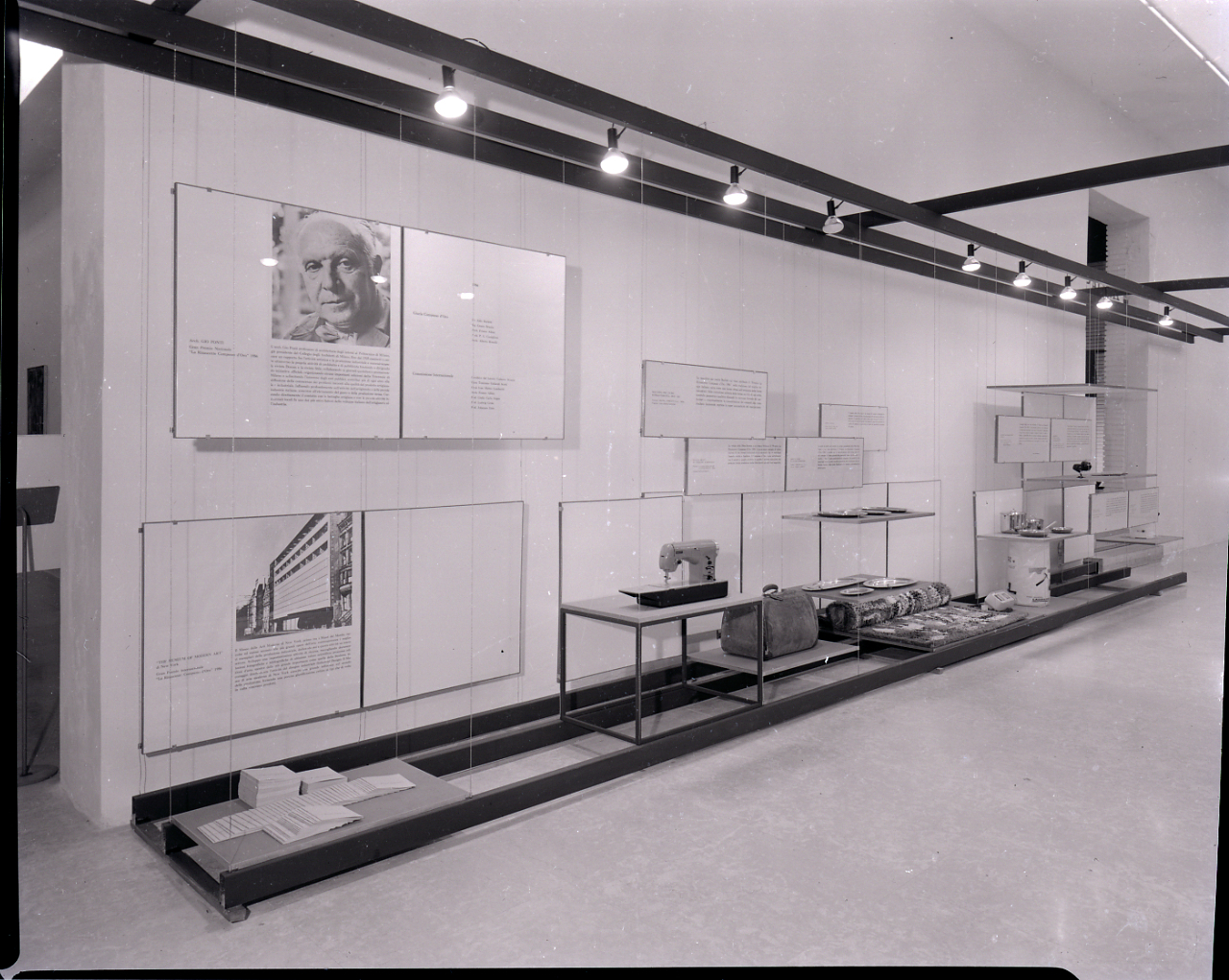
Выставка конкурса Compasso D’Oro, Милан, 1956. Фото Паоло Монти (Фонд Паоло Монти, BEIC).

Compásso d’óro — премия в области промышленного дизайна, присуждаемая Ассоциацией промышленного дизайна Италии (ADI). Премия присуждается каждые три года и является самой престижной в этой области.
Номинированная продукция должна быть произведена в Италии, но дизайнер может быть иностранцем. Премия учреждена в 1954 году компанией La Rinascente по идее архитектора Джо Понти.
С момента создания премии наградами удостоено около 300 дизайнерский проектов, охватывающих широкий спектр продуктов, таких как гоночные велосипеды, портативные швейные машины, столы, диваны, вазы, вешалки для одежды, ящики, часы, настольные лампы, телефоны, электрические вентиляторы и кофемашины. Некоторые из награжденных проектов выставлены в Милане в коллекции Premio Compasso d’Oro ADI.
22 апреля 2004 года Министерство культуры Италии, через Управление по Ломбардии, объявило эту коллекцию «исключительной художественной и исторической ценностью», тем самым сделав её частью национального культурного наследия.

## Список премий Compasso d’Oro
| Номер премии | Год  | Члены жюри | Количество номинируемой продукции | Президент ADI                     | Количество победителей | Победители                                    |
| 1            | 1954 | Альдо Бассетти, Чезаре Бруцио, Джио Понти, Альберто Росселли, Марко Занузо | 5700                              |                                   | 15                     |                                               |
| 2            | 1955 | Альдо Бассетти, Чезаре Бруцио, Э. Н. Роджерс, Альберто Росселли, Марко Занузо | 1300                              |                                   | 12                     |                                               |
| 3            | 1956 | Альдо Бассетти, Чезаре Бруцио, Франко Альбини, Пьер Джакомо Кастильони, Альберто Росселли | 1450                              | Альберто Росселли (Появление ADI) | 9                      |                                               |
| 4            | 1957 | Альдо Бассетти, Чезаре Бруцио, Франко Альбини, Пьер Джакомо Кастильони, Игнацио Гарделла | 1200                              | Джулио Кастелли                   | 5                      | Кай Франк                                     |
| 5            | 1959 | Бруно Альфьери, Вико Маджистретти, Джулио Минолетти, Аугусто Морелло, Джованни Романо | 1200                              | Ливио Кастильони                  | 6                      |                                               |
| 6            | 1960 | Людовико Бельджойозо, Вико Маджистретти, Аугусто Маньяги, Аугусто Морелло, Марко Занусо | 800                               | Франко Альбини                    | 10                     |                                               |
| 7            | 1962 | Джулио Кастелли, Франко Момильяно, Аугусто Морелло, Бруно Мунари, Баттиста Пининфарина |                                   | Роберто Оливетти                  | 9                      |                                               |
| 8            | 1964 | Массимо Виньелли, Данте Джакоза, Витторио Греготти, Аугусто Морелло, Бруно Мунари, Джино Валле |                                   | Альдо Басетти                     | 6                      |                                               |
| 9            | 1967 | Альдо Басетти, Феличе Десси, Джилло Дорфлес, Томас Мальдонадо, Эдоардо Виттория |                                   | Марко Занусо                      | 13                     |                                               |
| 10           | 1970 | Франческо Маццукка, Франко Альбини, Жан Бодрийяр, Ахилле Кастильони, Федерико Корреа, Витторио Греготти, Роберто Гвидуччи, Альбе Штайнер                                                                  |                                   | Анна Кастелли Ферриери            | 10                     |                                               |
| 11           | 1979 | Андреа Бранци, Клино Трини Кастелли, Массимо Мороцци, Анджело Кортези, Джилло Дорфлес, Аугусто Морелло, Артур Пулос, Юрий Борисович Соловьёв, Нанни Страда                                                | 1167                              | Энцо Мари                         | 39                     |                                               |
| 12           | 1981 | Франсуа Барре, Чезаре де Сета, Мартин Кельм, Уго Ла Пьетра, Пьерлуиджи Спадолини |                                   | Родольфо Бонетто                  | 16                     |                                               |
| 13           | 1984 | Чино Боэри, Дуглас Келли, Антти Нурмесниеми, Джотто Стоппино, Бруно Зеви |                                   | Джотто Вик                        | 11                     |                                               |
| 14           | 1987 | Анджело Кортези, Родольфо Бонетто, Марино Марини, Кара Мак Карти, Филипп Старк |                                   | Анджело Кортези                   | 16                     |                                               |
| 15           | 1989 | Пьерлюги Молинари, Фредрик Вильдхаген, Ханс Вихманн, Чезаре Стеван, Томас Мальдонадо |                                   | Пьерлуиджи Молинари               | 12                     |                                               |
| 16           | 1991 | Сильвио Чеккато, Марчелло Ингилези, Виктор Марголин, Пьерлуиджи Молинари, Антти Нурмесниеми, Вито Ното |                                   | Анджело Кортези                   | 14                     |                                               |
| 17           | 1994 | Данте Джакоза, Витториано Вигано, Джованни Анчески, Паола Антонелли, Ута Брандес, Якоб Гантенбейн, Марья Хемскерк, Витторио Магнаго Лампунани, Марко Мильяри, Джанемильо Монти, Марио Тримарчи, Вито Ното |                                   | Аугусто Морелло                   | 13                     |                                               |
| 18           | 1998 | Ахилле Кастильони, Джузеппе де Рита, Марианна Франдсен, Фриц Френклер, Садик Карамустафа, Томас Мальдонадо, Марко Занусо                                                                                  |                                   | Аугусто Морелло                   | 15                     |                                               |
| 19           | 2001 | Мари-Лор Жуссе, Филиппо Элисон, Франсуа Буркхардт, Омар Калабрезе, Франсиско Хараута, Маурицио Моргантини, Эрик Шпикерманн                                                                                |                                   | Джанкарло Илипранди               | 17                     |                                               |
| 20           | 2004 | Томас Мальдонадо, Фуля Эрдемчи, Роберт Фицпатрик, Ютака Мино, Пьетро Петрароя, Ричард Саппер, Анжела Шенбергер, Томаш Влчек                                                                               |                                   | Карло Форколини                   | 15                     | Гарри Коскинен (стул Muu)                     |
| 21           | 2008 | Марио Беллини, Мох-Джин Чу, Ливен Дейненс, Карла Ди Франческо, Карло Форколини, Норберт Линке, Эмануэле Пирелла, Ричард Р. Уитакер, Мигель Мила                                                           |                                   | Luisa Bocchietto                  | 12                     | Ээро Арнио (стул Trioli), Рон Арад (стул MT3) |
| 22           | 2011 | Артуро Дель Аква Беллавитис, Шанталь Клавье Хамайде, Умберто Кроппи, Гуто Индио Да Коста, Пьер Келлер, Сесили Манц, Клайв Ру, Шилинг Чжэн                                                                 |                                   | Luisa Bocchietto                  | 22                     |                                               |
| 23           | 2014 | Андерс Байриэль, Вивиан Ченг, Джорджио де Феррари, Стефан Диез, Дефне Коз, Марио Ганьон, Паоло Ломацци, Лаура Тралди                                                                                      |                                   | Luciano Galimberti                | 23                     |                                               |
| 24           | 2016 | Вальтер Мария де Сильва, Mugendi K. M’Rithaa, Yossef Schvetz, Gabriella Bottini, Cinzia Anguissola d’Altoè Scacchetti, Toshiyuki Kita, Marc Sadler                                                        |                                   | Luciano Galimberti                |                        |                                               |

## Галерея победителей премии

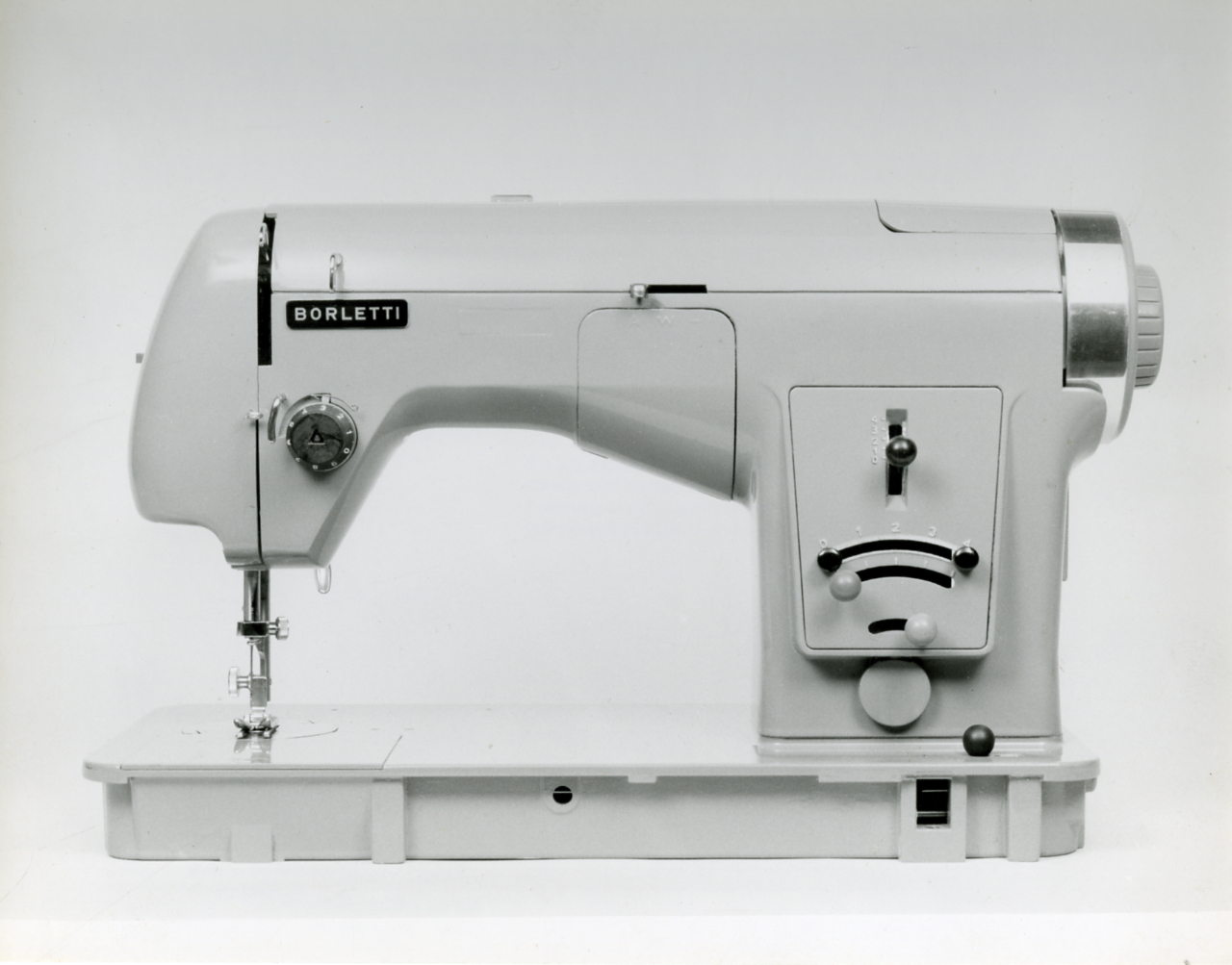
Супер-автоматическая швейная машина модель1102, дизайн Марко Занусо (фото Паоло Монти)
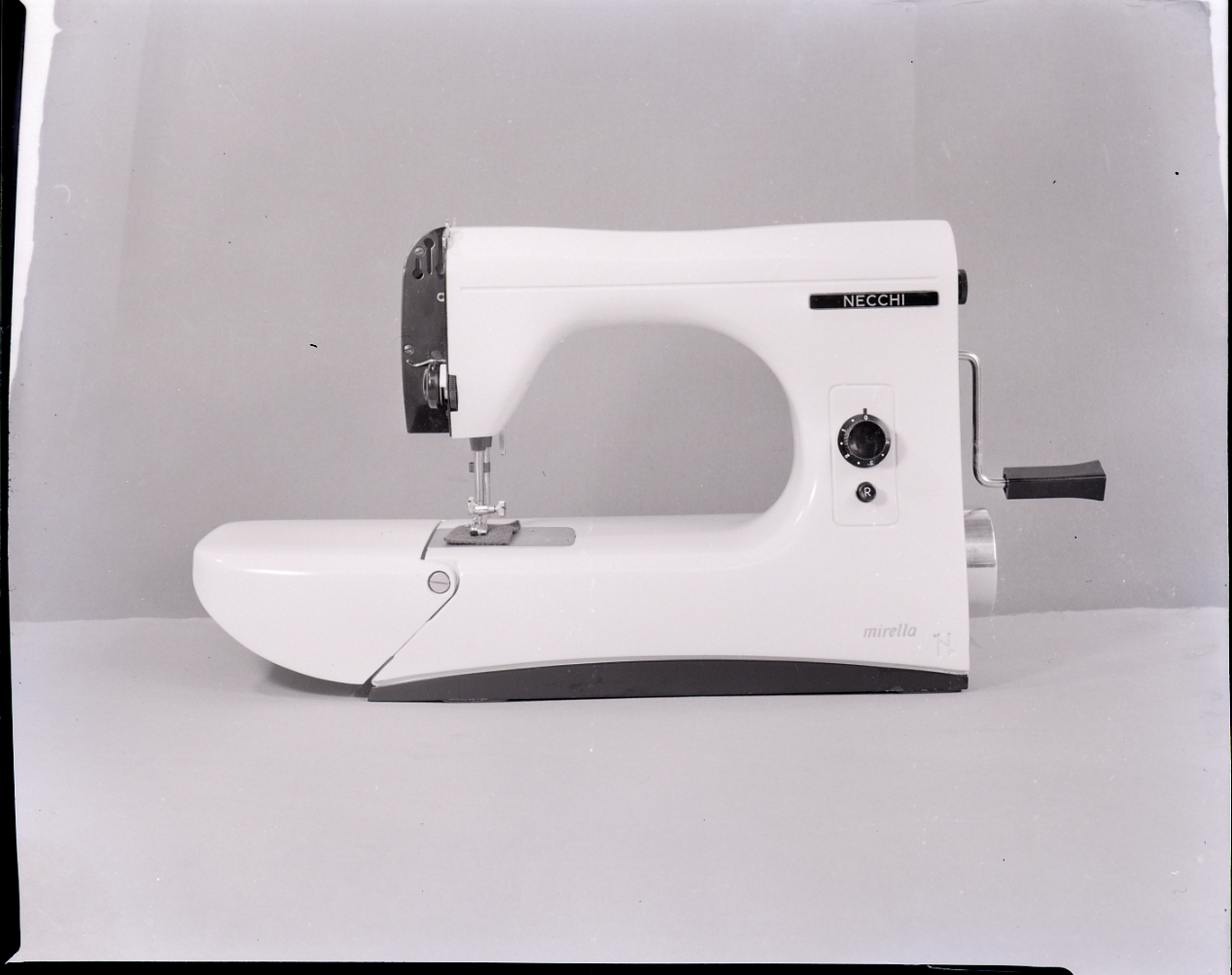
Швейная машина Mirella, дизайн Марчелло Низзоли (фото Паоло Монти)
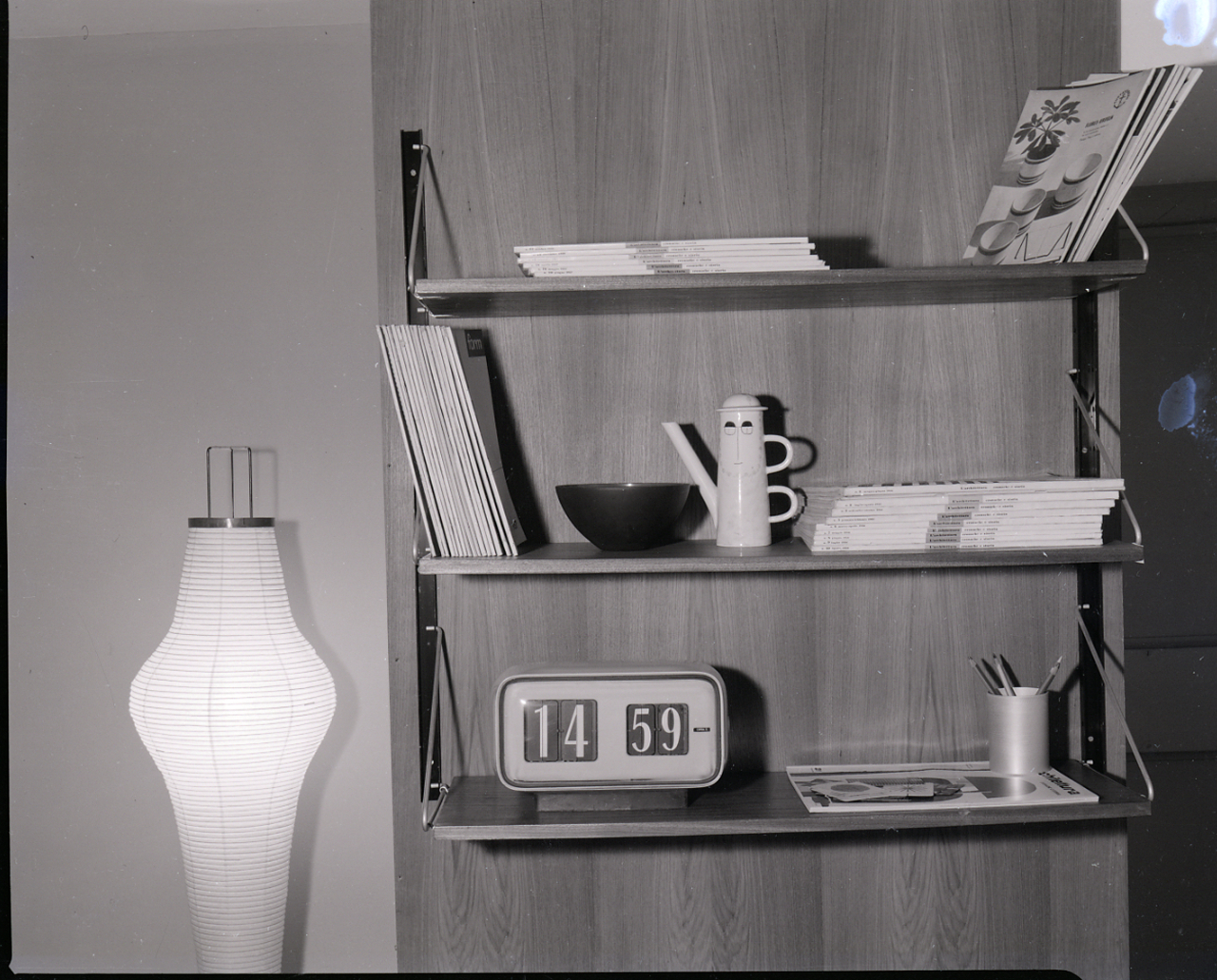
На полке: электро-механические часы "Cifra 5" (фото Паоло Монти)
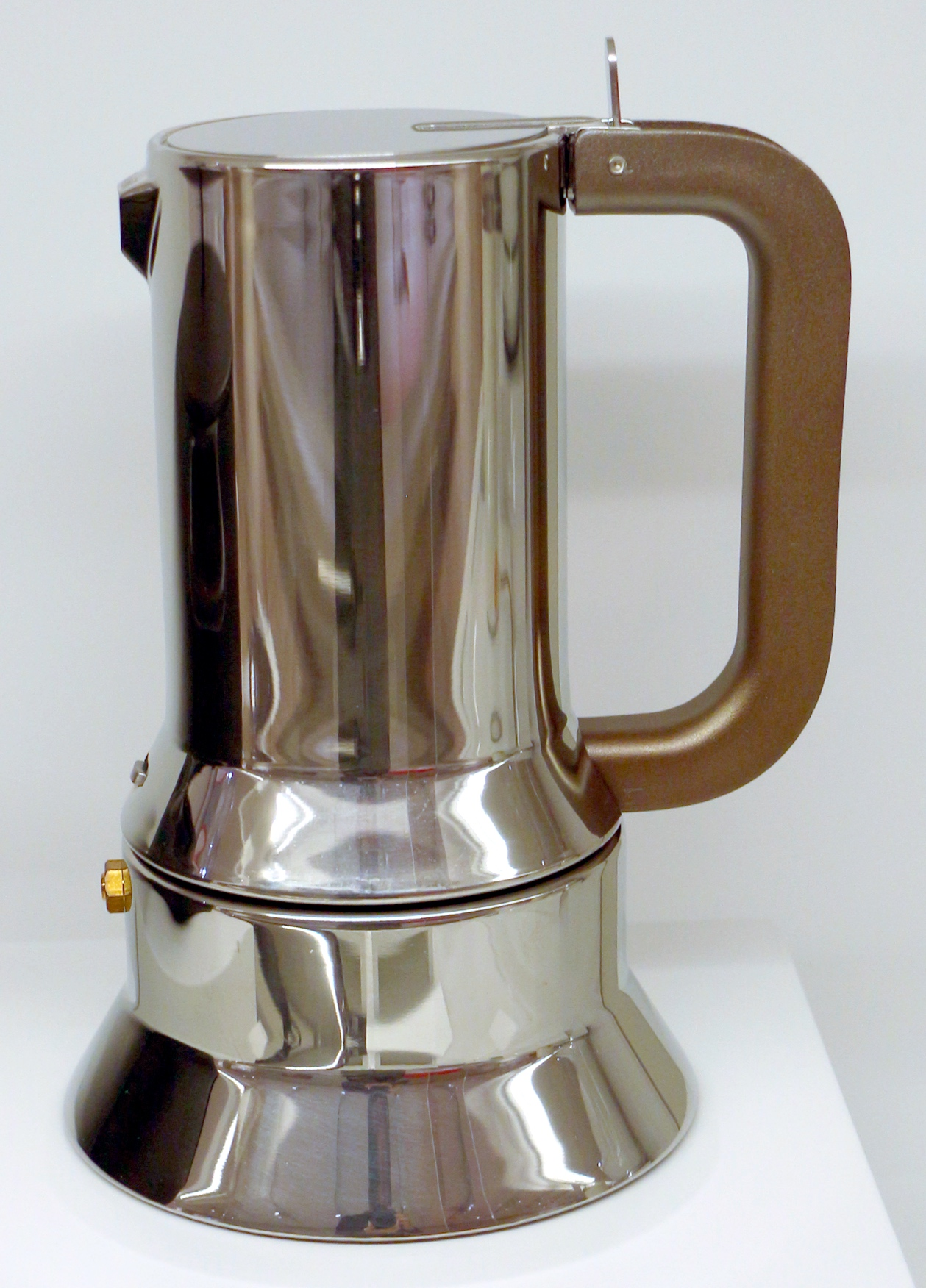
9090 espresso maker, дизайн Ричард Саппер для Alessi
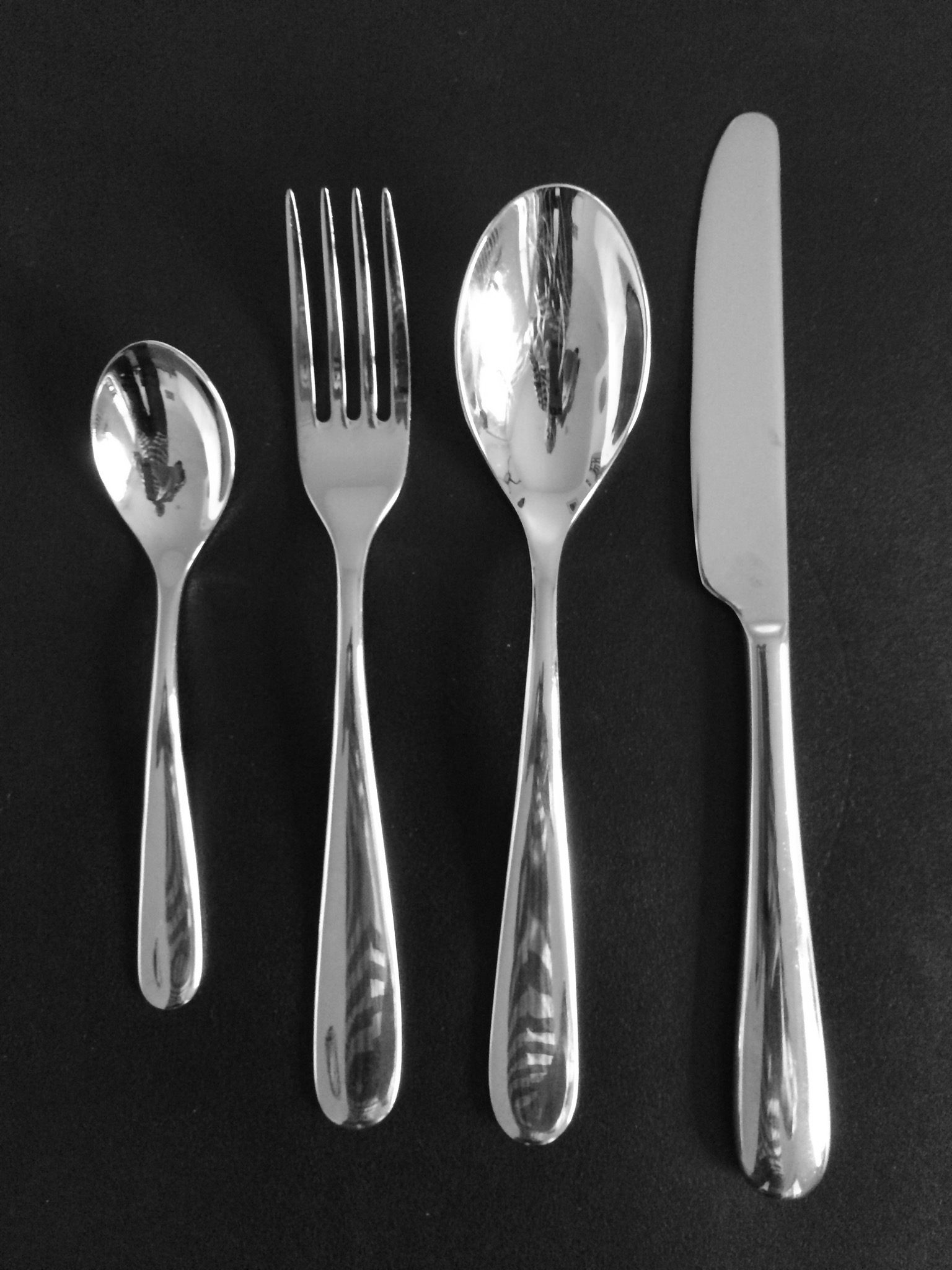
Nuovo Milano, набор столовых приборов 1987 года, дизайн Этторе Соттсасс
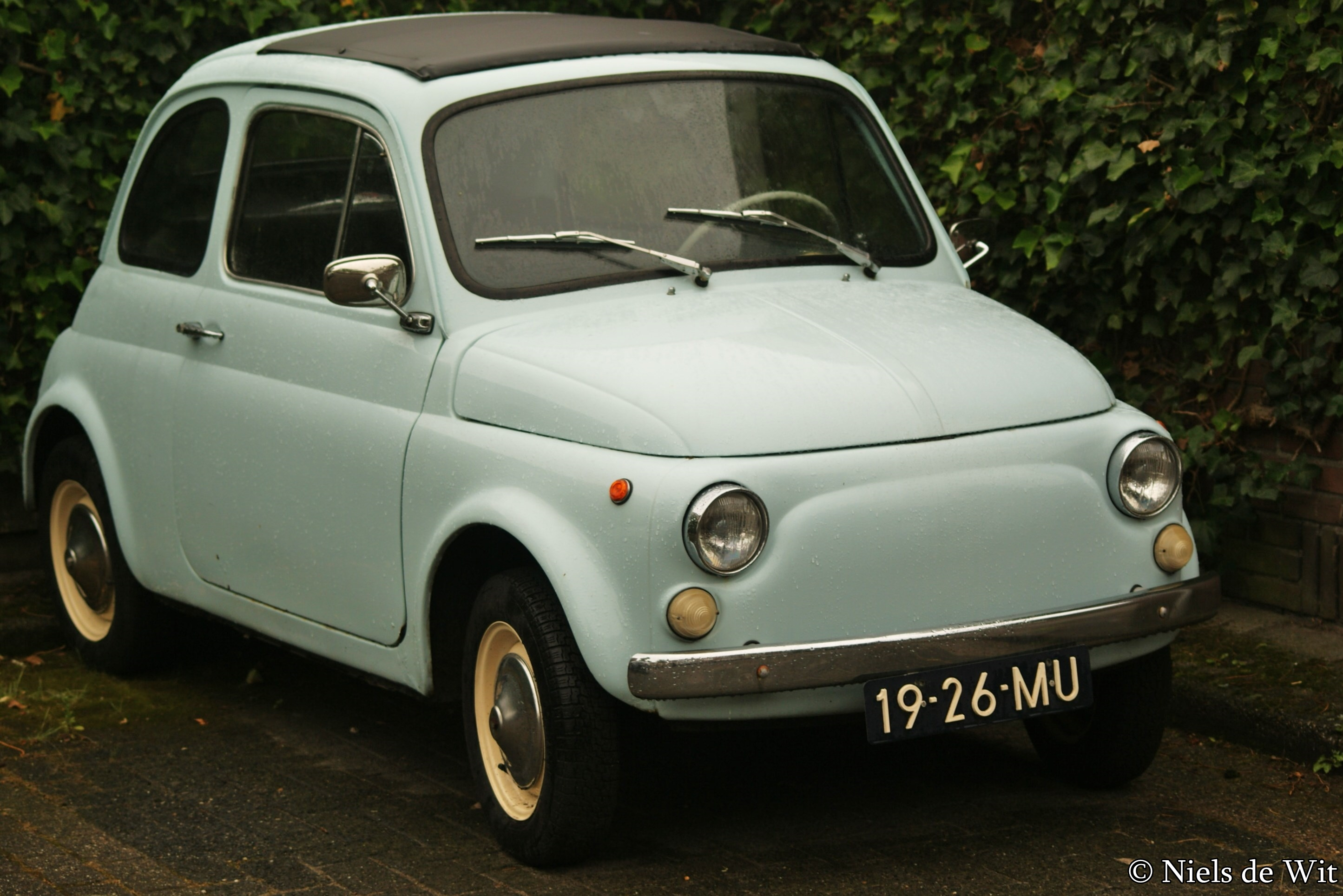
Fiat 500
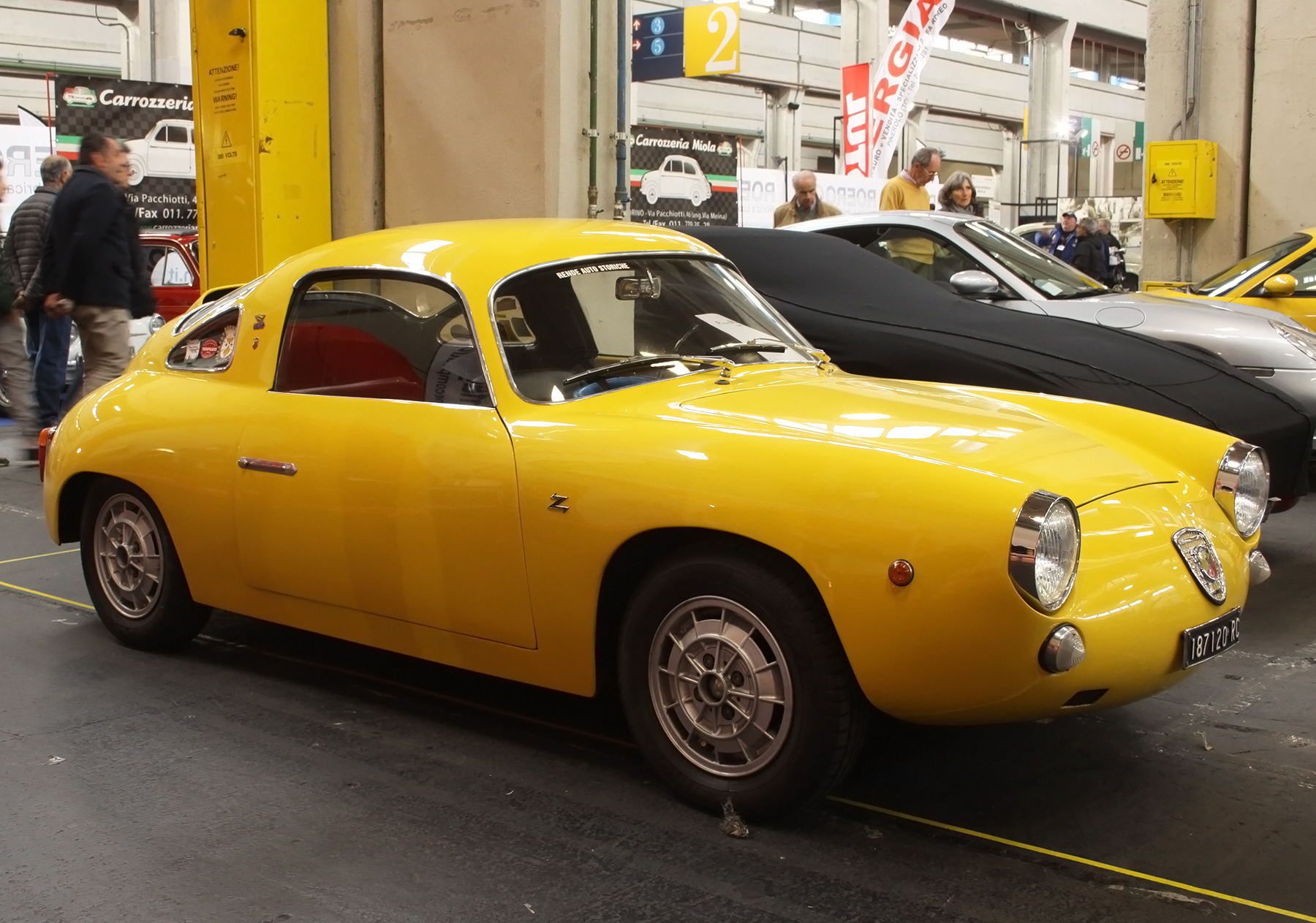
Abarth-Fiat Monza Zagato, дизайн Уго Загато
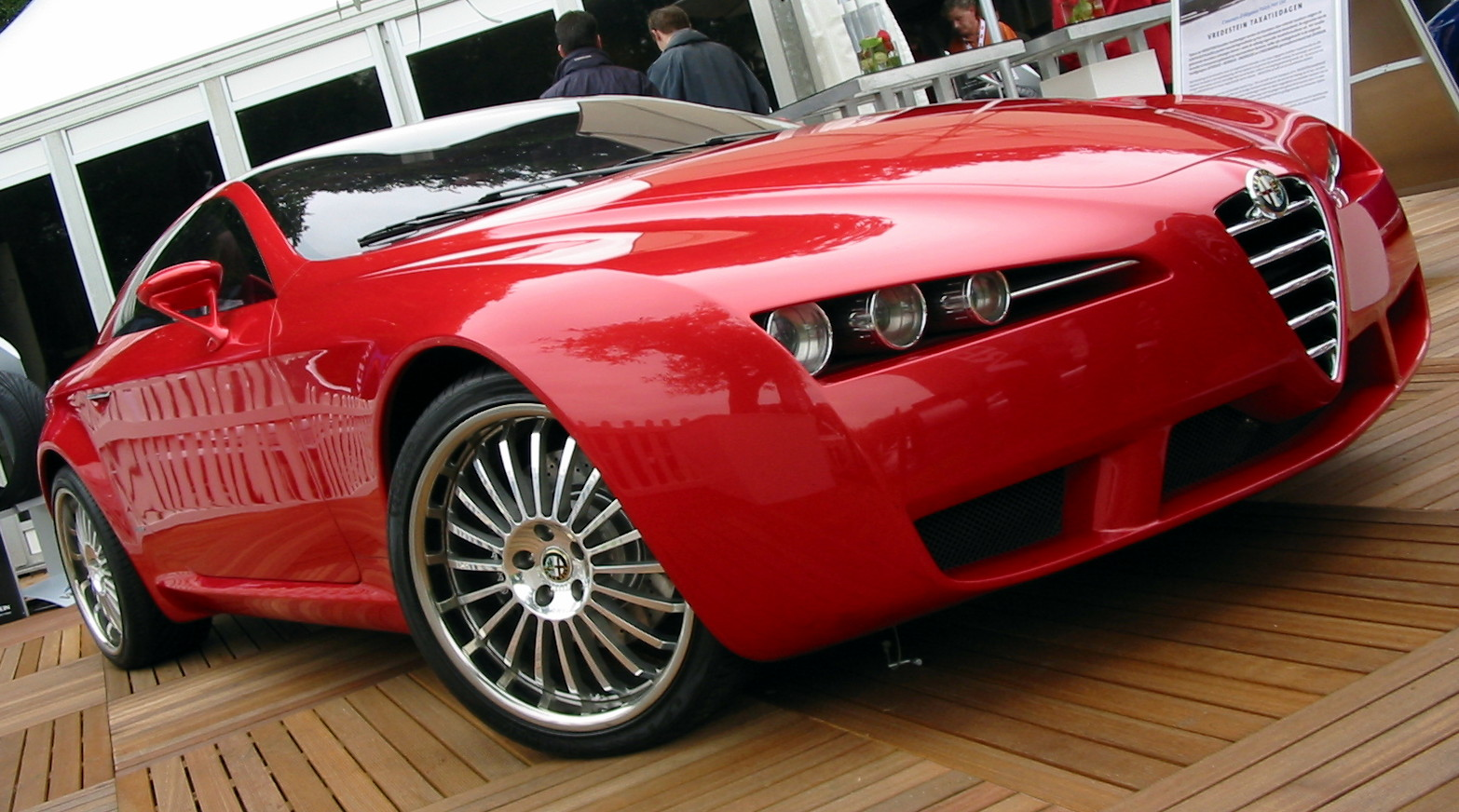
Alfa Romeo Brera Концепт Джоджетто Джуджатто
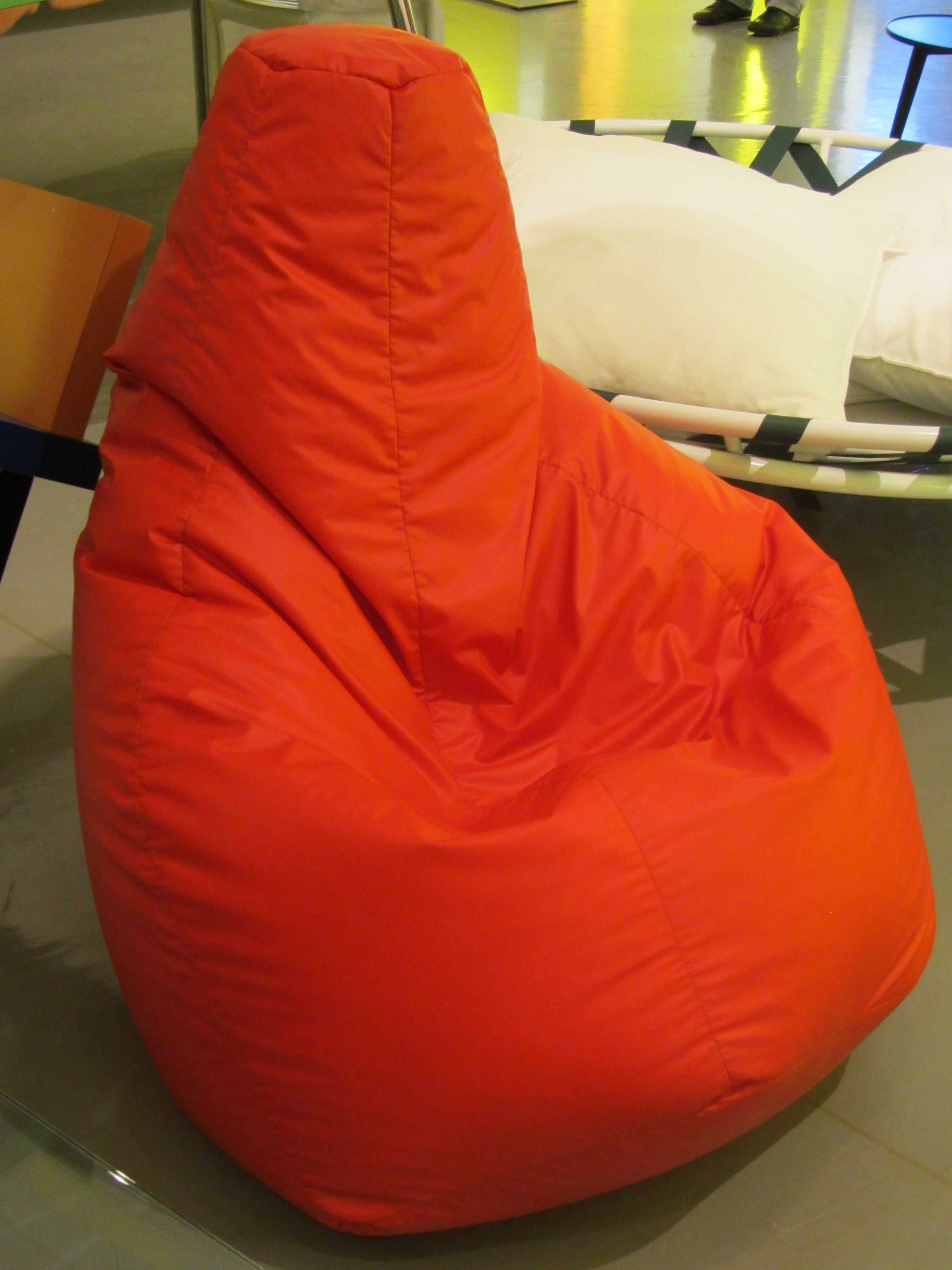
Кресло "Sacco", дизайн Пьеро Гатти, Чезаре Паолини, Франко Теодоро